# El caso Saint-Fiacre
El caso Saint-Fiacre es una novela del escritor belga radicado en Francia Georges Simenon escrita en enero de 1932 siendo su principal protagonista el comisario Jules Maigret. Jean Delannoy realizó en 1959 una película basada en esta obra.

## Trama
Un mensaje anónimo amenaza con un asesinato que se producirá durante la misa de difuntos en la Iglesia de Saint-Fiacre. El comisario Maigret lleva a cabo esta investigación en su pueblo natal en el cual muchos aspectos de este siguen como antes, pero otros han evolucionado hacia derroteros insospechados en su juventud.
- Datos: Q1325013